# NGC 5700
NGC 5700 est une galaxie spirale barrée située dans la constellation du Bouvier. Sa vitesse par rapport au fond diffus cosmologique est de 2 316 ± 9 km/s, ce qui correspond à une distance de Hubble de 34,2 ± 2,4 Mpc (∼112 millions d'al). NGC 5700 a été découverte par l'astronome irlandais Lawrence Parsons en 1877.
NGC 5700 présente une large raie HI.